# Números de teléfono en las Islas Malvinas
Los números telefónicos en las Islas Malvinas poseen -como todos los territorios de ultramar administrados por el Reino Unido- un código propio que tiene que ser marcado previo al número local incluso desde ese país.
Código del territorio: +500

Prefijo internacional: 00
Números significativos en el territorio: cinco dígitos.
Formato: +500 YYXXX

## Plan de numeración
Los números destinados al servicio de red telefónica conmutada (RTC) se distribuyen mediante los prefijos no geográficos 1 al 19, totalizando tres dígitos, del 20 al 49 y 70 al 79 totalizando cinco dígitos, mientras que los prefijos 80 a 98 están en reserva, sin uso. 
| Números asignados             | Números asignados           |
| Formato del número de abonado | Observaciones               |
| ----------------------------- | --------------------------- |
| 1XX – 19X                     | Números del servicio de RTC |
| 20XXX – 29XXX                 | RTC                         |
| 30XXX – 39XXX                 | RTC                         |
| 40XXX – 49XXX                 | RTC                         |
| 70XXX – 79XXX                 | RTC                         |
| 80XXX – 89XXX                 | no asignada                 |
| 90XXX – 98XXX                 | no asignada                 |

### Comunicaciones móviles
Corresponden a los prefijos 50/59 y 60/69, totalizando en ambos casos cinco dígitos para el número del abonado. 
| Números asignados             | Números asignados |
| Formato del número de abonado | Observaciones     |
| ----------------------------- | ----------------- |
| 50XXX – 59XXX                 | Mobile, GSM       |
| 60XXX – 69XXX                 | Mobile, GSM       |

### Números de emergencia
A los números de emergencia se les asigna el prefijo 99/999, totalizando en los dos casos cinco dígitos;
| Números asignados             | Números asignados                            |
| Formato del número de abonado | Observaciones                                |
| ----------------------------- | -------------------------------------------- |
| 99XXX – 999XX                 | PSTN Números telefónicos de emergencia (999) |